# Ridskolan
Ridskolan (Il maneggio) è un film pornografico svedese del 2001 diretto da Mike Beck. La pellicola, molto celebre in patria, ha avuto numerosi sequel.
Sul mercato estero uscì anche con i titoli alternativi Reitschule... mach mir den Hengst! (Germania), Indécentes petites suédoises (Francia), The Riding School (Stati Uniti).

## Trama
Il film narra la storia di una fattoria che ha problemi finanziari e permette a un gruppo di studenti della Bibbia di soggiornarvi. Non mancheranno piccanti incontri sessuali.

## Distribuzione
- Pure Play Media (2004) (USA) (DVD)
- Vidéo Marc Dorcel (VMD) (2003) (Francia) (video)
- Tabu Entertainment (Germania)

## Serie
- Ridskolan
- Ridskolan 2: Sexskolan
- Ridskolan 3: Skidskolan
- Ridskolan 4: Hälsoskolan
- Ridskolan 5: Bilskolan[1]